# 15e cérémonie des Satellite Awards
La 15e cérémonie des Satellite Awards, décernés par The International Press Academy, a eu lieu le 19 décembre 2010 à Los Angeles et a récompensé les films et séries télévisées produits cette année-là.
Les nominations ont été annoncées le 1er décembre 2010.

## Palmarès

### Cinéma

#### Meilleur film dramatique
- The Social Network
  - 127 heures (127 Hours)
  - Animal Kingdom
  - Blue Valentine
  - Get Low
  - The Ghost Writer
  - Inception
  - Le Discours d'un roi (The King's Speech)
  - The Town
  - Winter's Bone

#### Meilleur film musical ou comédie
- Scott Pilgrim (Scott Pilgrim vs. the World)
  - Cyrus
  - Tout va bien, The Kids Are All Right (The Kids Are All Right)
  - We Want Sex Equality (Made in Dagenham)
  - Very Bad Cops (The Other Guys)
  - La beauté du geste (Please Give)
  - Red

#### Meilleur réalisateur
- David Fincher pour The Social Network
  - Ben Affleck pour The Town
  - Darren Aronofsky pour Black Swan
  - Danny Boyle pour 127 heures (127 Hours)
  - Lisa Cholodenko pour Tout va bien, The Kids Are All Right (The Kids Are All Right)
  - Tom Hooper pour Le Discours d'un roi (The King's Speech)
  - David Michod pour Animal Kingdom
  - Christopher Nolan pour Inception
  - Roman Polanski pour The Ghost Writer
  - Debra Granik pour Winter's Bone

#### Meilleur acteur dans un film dramatique
- Colin Firth pour le rôle du roi George VI dans Le Discours d'un roi (The King's Speech)
  - Javier Bardem pour le rôle d'Uxbal dans Biutiful
  - Leonardo DiCaprio pour le rôle de Dominic Cobb dans Inception
  - Michael Douglas pour le rôle de Ben Kalmen dans Solitary Man
  - Robert Duvall pour le rôle de Felix Bush dans Get Low
  - Jesse Eisenberg pour le rôle de Mark Zuckerberg dans The Social Network
  - James Franco pour le rôle d'Aron Ralston dans 127 heures (127 Hours)
  - Ryan Gosling pour le rôle de Dean dans Blue Valentine

#### Meilleure actrice dans un film dramatique
- Noomi Rapace pour le rôle de Lisbeth Salander dans Millénium (Män som hatar kvinnor)
  - Nicole Kidman pour le rôle de Becca Corbett dans Rabbit Hole
  - Jennifer Lawrence pour le rôle de Ree Dolly dans Winter's Bone
  - Helen Mirren pour le rôle de Prospera dans The Tempest
  - Natalie Portman pour le rôle de Nina dans Black Swan
  - Tilda Swinton pour le rôle d'Emma Recchi dans Amore (Io sono l'Amore)
  - Naomi Watts pour le rôle de Valerie Plame dans Fair Game
  - Michelle Williams pour le rôle de Cindy dans Blue Valentine

#### Meilleur acteur dans un film musical ou une comédie
- Michael Cera pour le rôle de Scott Pilgrim dans Scott Pilgrim (Scott Pilgrim vs. the World)
  - Steve Carrell pour le rôle de Barry Speck dans The Dinner (Dinner for Schmucks)
  - Romain Duris pour le rôle d'Alex Lippi dans L'Arnacœur
  - Andy García pour le rôle de Vince Rizzo dans City Island
  - Jake Gyllenhaal pour le rôle de Jamie Randall dans Love, et autres drogues (Love & Other Drugs)
  - John Malkovich pour le rôle de Marvin Boggs dans Red
  - John C. Reilly pour le rôle de John dans Cyrus

#### Meilleure actrice dans un film musical ou une comédie
- Anne Hathaway pour le rôle de Maggie Murdock dans Love, et autres drogues (Love & Other Drugs)
  - Annette Bening pour le rôle de Nic dans Tout va bien, The Kids Are All Right (The Kids Are All Right)
  - Sally Hawkins pour le rôle de Rita O'Grady dans We Want Sex Equality (Made in Dagenham)
  - Catherine Keener pour le rôle de Kate dans La beauté du geste (Please Give)
  - Julianne Moore pour le rôle de Jules dans Tout va bien, The Kids Are All Right (The Kids Are All Right)
  - Mary-Louise Parker pour le rôle de Sarah dans Red
  - Marisa Tomei pour le rôle de Molly dans Cyrus

#### Meilleur acteur dans un second rôle
- Christian Bale pour le rôle de Dickie Eklund dans The Fighter
  - Pierce Brosnan pour le rôle d'Adam Lang dans The Ghost Writer
  - Andrew Garfield pour le rôle d'Eduardo Saverin dans The Social Network
  - Tommy Lee Jones pour le rôle de Gene McClary dans The Company Men
  - Bill Murray pour le rôle de Frank Quinn dans Get Low
  - Sean Penn pour le rôle de Joseph C. Wilson dans Fair Game
  - Jeremy Renner pour le rôle de James Coughlin dans The Town
  - Geoffrey Rush pour le rôle de Lionel Logue dans Le Discours d'un roi (The King's Speech)

#### Meilleure actrice dans un second rôle
- Jacki Weaver pour le rôle de Janine "Smurf" Cody dans Animal Kingdom
  - Amy Adams pour le rôle de Charlene Fleming dans The Fighter
  - Marion Cotillard pour le rôle de Mall Cobb dans Inception
  - Anne-Marie Duff pour le rôle de Julia Lennon dans Nowhere Boy
  - Vanessa Redgrave pour le rôle de Claire Smith-Wyman dans Lettres à Juliette (Letters to Juliet)
  - Rosamund Pike pour le rôle de Miriam dans Le Monde de Barney (Barney's Version)
  - Kristin Scott Thomas pour le rôle de Mimi Smith dans Nowhere Boy
  - Dianne Wiest pour le rôle de Nat dans Rabbit Hole

#### Meilleur scénario original
- Le Discours d'un roi (The King's Speech) – David Seidler
  - Biutiful – Alejandro González Iñárritu, Armando Bo et Nicolás Giacobone
  - The Eclipse – Conor McPherson et Billy Roche
  - Get Low – Chris Provenzano et C. Gaby Mitchell
  - Inception – Christopher Nolan
  - Tout va bien, The Kids Are All Right (The Kids Are All Right) – Lisa Cholodenko et Stuart Blumberg
  - Toy Story 3 – Michael Arndt, Andrew Stanton, Lee Unkrich et John Lasseter

#### Meilleur scénario adapté
- The Social Network – Aaron Sorkin
  - 127 heures (127 Hours) – Danny Boyle et Simon Beaufoy
  - Fair Game – Jez Butterworth et John-Henry Butterworth
  - The Ghost Writer – Robert Harris et Roman Polanski
  - Millénium (Män som hatar kvinnor) – Nikolaj Arcel et Rasmus Heisterberg
  - Scott Pilgrim (Scott Pilgrim vs. the World) – Michael Bacall et Edgar Wright
  - The Town – Peter Craig, Ben Affleck et Aaron Stockard
  - Winter's Bone – Debra Granik et Anne Rosellini

#### Meilleure direction artistique
- Inception
  - Alice au pays des merveilles (Alice in Wonderland)
  - Amore (Io sono l'Amore)
  - Black Swan
  - Coco Chanel et Igor Stravinsky (Coco Chanel & Igor Stravinsky)
  - Scott Pilgrim (Scott Pilgrim vs. the World)
  - Shutter Island

#### Meilleurs costumes
- Alice au pays des merveilles (Alice in Wonderland)
  - Black Swan
  - Le Discours d'un roi (The King's Speech)
  - Mange, prie, aime (Eat Pray Love)
  - Robin des Bois (Robin Hood)

#### Meilleure photographie
- Inception
  - Amore (Io sono l'Amore)
  - Harry Potter et les Reliques de la Mort (Harry Potter and the Deathly Hallows)
  - Salt
  - Secretariat
  - Shutter Island 
  - Unstoppable

#### Meilleur montage
- La beauté du geste (Please Give)
  - Inception
  - The Social Network
  - Shutter Island 
  - The Town
  - Unstoppable

#### Meilleur son
- Unstoppable
  - 127 heures (127 Hours)
  - Inception
  - Iron Man 2
  - Nowhere Boy
  - Secretariat
  - Shutter Island

#### Meilleurs effets spéciaux
- Alice au pays des merveilles (Alice in Wonderland)
  - 127 heures (127 Hours)
  - Inception
  - Iron Man 2
  - Le Royaume de Ga'hoole (Legend of the Guardians: The Owls of Ga'Hoole)
  - Unstoppable

#### Meilleure chanson originale
- "You Haven't Seen the Last of Me" écrite et interprétée par Cher et Diane Warren – Burlesque
  - "If I Rise" écrite par A. R. Rahman et interprété par Dido et Rollo Armstrong – 127 heures (127 Hours)
  - "Alice" écrite et interprétée par Avril Lavigne – Alice au pays des merveilles (Alice in Wonderland)
  - "Country Strong" écrite et interprétée par Gwyneth Paltrow, Jennifer Hanson, Tony Martin et Mark Nesler – Country Strong
  - "What Part of Forever" écrite et interprétée par Cee-Lo Green, Oh, Hush! et Rob Kleiner – Twilight, chapitre III : Hésitation (The Twilight Saga: Eclipse)
  - "Eclipse (All Yours)" écrite et interprétée par Metric, Howard Shore, Emily Haines et Jimmy Shaw – Twilight, chapitre III : Hésitation (The Twilight Saga: Eclipse)

#### Meilleure musique originale
- Hans Zimmer Inception – 
  - 127 heures (127 Hours) – A. R. Rahman
  - Black Swan – Clint Mansell
  - Harry Potter et les Reliques de la Mort (Harry Potter and the Deathly Hallows) – Alexandre Desplat
  - Salt – James Newton Howard
  - The Social Network – Trent Reznor et Atticus Ross
  - Twilight, chapitre III : Hésitation (The Twilight Saga: Eclipse) – Howard Shore
  - Unstoppable – Harry Gregson-Williams

#### Meilleur film étranger
- Millénium (Män som hatar kvinnor) •  Suède
  - Amore (Io sono l'Amore) •  Italie
  - Biutiful •  Mexique/ Espagne
  - Mother (마더) •  Corée du Sud
  - Hors-la-loi  •  Algérie/ France
  - Soul Kitchen •  Allemagne
  - White Material •  France

#### Meilleur film d'animation
- Toy Story 3
  - Alice au pays des merveilles (Alice in Wonderland)
  - Dragons (How To Train Your Dragon)
  - L'Illusionniste (The Illusionist)
  - Moi, moche et méchant (Despicable Me)
  - Le Royaume de Ga'hoole (Legend of the Guardians: The Owls of Ga'Hoole)

#### Meilleur documentaire
- Restrepo
  - Un film inachevé
  - Behind the Burly Q
  - Client 9: The Rise and Fall of Eliot Spitzer
  - Countdown to Zero
  - Inside Job
  - Joan Rivers: A Piece of Work
  - Sequestro
  - The Tillman Story
  - Waiting for Superman

### Télévision
Note : le symbole « ♕ » rappelle le gagnant de l'année précédente (si nomination).

#### Meilleure série dramatique
- Breaking Bad ♕
  - Boardwalk Empire
  - Dexter
  - Friday Night Lights
  - The Good Wife
  - Mad Men
  - Les Tudors (The Tudors)

#### Meilleure série musicale ou comique
- The Big C
  - 30 Rock
  - Glee ♕
  - Modern Family
  - Nurse Jackie
  - Raising Hope
  - United States of Tara

#### Meilleure mini-série
- Sherlock
  - Carlos
  - Emma
  - The Pacific
  - Les Piliers de la terre (The Pillars of the Earth)
  - Small Island

#### Meilleur téléfilm
- Temple Grandin
  - Le Journal d'Anne Frank (The Diary of Anne Frank)
  - Quand l'amour ne suffit plus : L'Histoire de Lois Wilson (When Love Is Not Enough: The Lois Wilson Story)
  - The Special Relationship
  - La Vérité sur Jack (You Don't Know Jack)

#### Meilleur acteur dans une série dramatique
- Bryan Cranston pour le rôle de Walter White dans Breaking Bad ♕
  - Kyle Chandler pour le rôle d'Eric Taylor dans Friday Night Lights
  - Josh Charles pour le rôle de Will Gardner dans The Good Wife
  - Michael C. Hall pour le rôle de Dexter Morgan dans Dexter
  - Jon Hamm pour le rôle de Don Draper dans Mad Men
  - Stephen Moyer pour le rôle de Bill Compton dans True Blood

#### Meilleure actrice dans une série dramatique
- Connie Britton pour le rôle de Tami Taylor dans Friday Night Lights
  - January Jones pour le rôle de Betty Draper dans Mad Men
  - Julianna Margulies pour le rôle d'Alicia Florrick dans The Good Wife
  - Anna Paquin pour le rôle de Sookie Stackhouse dans True Blood
  - Katey Sagal pour le rôle de Gemma Teller-Morrow dans Sons of Anarchy

#### Meilleur acteur dans une série musicale ou comique
- Alec Baldwin pour le rôle de Jack Donaghy dans 30 Rock
  - Steve Carell pour le rôle de Michael Scott dans The Office
  - Thomas Jane pour le rôle de Ray Drecker dans Hung
  - Danny McBride pour le rôle de Kenny Powers  dans Kenny Powers (Eastbound & Down)
  - Matthew Morrison pour le rôle de Will Schuester dans Glee ♕
  - Jim Parsons pour le rôle de Sheldon Cooper dans The Big Bang Theory

#### Meilleure actrice dans une série musicale ou comique
- Laura Linney pour le rôle de Cathy Jamison dans The Big C
  - Jane Adams pour le rôle de Tanya Skagle dans Hung
  - Toni Collette pour le rôle de Tara Gregson dans United States of Tara
  - Edie Falco pour le rôle de Jackie Peyton dans Nurse Jackie
  - Tina Fey pour le rôle de Liz Lemon dans 30 Rock
  - Lea Michele pour le rôle de Rachel Berry dans Glee ♕
  - Mary-Louise Parker pour le rôle de Nancy Botwin dans Weeds

#### Meilleur acteur dans une mini-série ou un téléfilm
- Al Pacino pour le rôle de Jack Kevorkian dans La Vérité sur Jack (You Don't Know Jack)
  - Benedict Cumberbatch pour le rôle de Sherlock Holmes dans Sherlock
  - Idris Elba pour le rôle de John Luther dans Luther
  - Ian McShane pour le rôle de Waleran Bigod dans Les Piliers de la terre (The Pillars of the Earth)
  - Barry Pepper pour le rôle de Bill Wilson dans Quand l'amour ne suffit plus : L'Histoire de Lois Wilson (When Love Is Not Enough: The Lois Wilson Story)
  - Dennis Quaid pour le rôle de Bill Clinton dans The Special Relationship
  - David Suchet pour le rôle de Hercule Poirot dans Poirot : Le Crime de l'Orient-Express (Agatha Christie Poirot: Murder on the Orient Express)

#### Meilleure actrice dans une mini-série ou un téléfilm
- Claire Danes pour le rôle de Temple Grandin dans Temple Grandin
  - Hope Davis pour le rôle de Hillary Clinton dans The Special Relationship
  - Judi Dench pour le rôle de Matilda 'Matty' Jenkyns dans Return to Cranford
  - Naomie Harris pour le rôle de Hortense Roberts dans Small Island
  - Ellie Kendrick pour le rôle d'Anne Frank dans Le Journal d'Anne Frank (The Diary of Anne Frank)
  - Winona Ryder pour le rôle de Lois Wilson dans Quand l'amour ne suffit plus : L'Histoire de Lois Wilson (When Love Is Not Enough: The Lois Wilson Story)
  - Ruth Wilson pour le rôle d'Alice Morgan dans Luther

#### Meilleur acteur dans un second rôle dans une série télévisée
- David Strathairn pour le rôle du Pr Carlock dans Temple Grandin
  - Ty Burrell pour le rôle de Phil Dunphy dans Modern Family
  - Bruce Campbell pour le rôle de Sam Axe dans Burn Notice
  - Chris Colfer pour le rôle de Kurt Hummel dans Glee
  - Alan Cumming pour le rôle d'Eli Gold dans The Good Wife
  - Neil Patrick Harris pour le rôle de Barney Stinson dans How I Met Your Mother
  - Aaron Paul pour le rôle de Jesse Pinkman dans Breaking Bad
  - Martin Short pour le rôle de Leonard Winstone dans Damages

#### Meilleure actrice dans un second rôle dans une série télévisée
- Brenda Vaccaro pour le rôle de Margo Janus dans La Vérité sur Jack (You Don't Know Jack)
  - Julie Bowen pour le rôle de Claire Dunphy dans Modern Family
  - Rose Byrne pour le rôle d'Ellen Parsons dans Damages
  - Sharon Gless pour le rôle de Madeline Westen dans Burn Notice
  - Jane Lynch pour le rôle de Sue Sylvester dans Glee ♕
  - Catherine O'Hara pour le rôle de la Tante Anne dans Temple Grandin
  - Elisabeth Moss pour le rôle de Peggy Olson dans Mad Men
  - Archie Panjabi pour le rôle de Kalinda Sharma dans The Good Wife

### Récompenses spéciales
Mary Pickford Award
- Vanessa Williams

Nikola Tesla Award
- Robert A. Harris

Auteur Award
- Alex Gibney

Humanitarian Award
- Connie Stevens

## Récompenses et nominations multiples

### Nominations multiples
Cinéma
11 : Inception
9 : 127 heures
7 : The Social Network
6 : Le Discours d'un roi
5 : Alice au pays des merveilles, Black Swan, Tout va bien, The Kids Are All Right, The Town, Unstoppable
4 : Get Low, The Ghost Writer, Amore, Scott Pilgrim (Scott Pilgrim vs. the World), Shutter Island , Winter's Bone
3 : Animal Kingdom, Biutiful, Blue Valentine, Cyrus, Fair Game, Millénium, Nowhere Boy, La beauté du geste, Red
2 : The Fighter, Harry Potter et les Reliques de la Mort, Iron Man 2, Le Royaume de Ga'hoole, Love, et autres drogues, We Want Sex Equality, Rabbit Hole, Salt, Secretariat, Twilight, chapitre III : Hésitation, Toy Story 3
Télévision
5 : Glee, The Good Wife
4 : Mad Men, Temple Grandin
3 : 30 Rock, Breaking Bad, Friday Night Lights, Modern Family, The Special Relationship, Quand l'amour ne suffit plus : L'Histoire de Lois Wilson, La Vérité sur Jack (You Don't Know Jack)
2 : The Big C, Damages, Dexter, Le Journal d'Anne Frank, Hung, Luther, Nurse Jackie, Les Piliers de la terre, Sherlock, Small Island, True Blood, United States of Tara

### Récompenses multiples
Légende : Nombre de récompenses/Nombre de nominations
Cinéma
3 / 11 : Inception
3 / 7 : The Social Network
2 / 6 : Le Discours d'un roi
2 / 5 : Alice au pays des merveilles
2 / 4 : Scott Pilgrim (Scott Pilgrim vs. the World)
2 / 3 : Millénium
Télévision
3 / 4 : Temple Grandin
2 / 3 : Breaking Bad, La Vérité sur Jack (You Don't Know Jack)
2 / 2 : The Big C